# Gustavo Abregú
Gustavo Abregú (4 de julio de 1997; San Pablo, Tucumán, Argentina) es un futbolista argentino que juega como mediocampista defensivo en San Martín de Tucumán, de la Primera Nacional.
Además de su posición en el mediocampo, puede desempeñarse en la defensa ya sea como defensor central o lateral por la derecha.

## Trayectoria
Surgido de las categorías inferiores de San Martín de Tucumán, Gustavo Abregú debutó profesionalmente el 8 de abril de 2016, cuando sustituyó en el entretiempo a Rolando Serrano, en la victoria 1 a 0 frente a Mitre de Santiago del Estero, por la fecha 10 del Torneo Federal A 2016. Ese año lograría además, junto con el conjunto tucumano, el ascenso a la Primera B Nacional, en lo que significó la vuelta del "ciruja" a la segunda división del fútbol argentino, a cinco años de haber perdido la categoría.
Aunque en las siguientes temporadas Abregú disputó pocos partidos con el plantel superior, jugando la mayor parte del tiempo para el equipo que disputa la Liga Tucumana, fue parte del plantel que logró el ascenso a la Primera División Argentina en 2018.
El 3 de septiembre de 2018 realizó su debut en la máxima categoría, en el empate 1 a 1 frente Gimnasia y Esgrima La Plata, por el partido correspondiente a la fecha 4 de la Superliga Argentina 2018-19.
Recién en la temporada 2022 de la Primera Nacional, de la mano del técnico de ese momento, Pablo De Muner, comienza a tener más protagonismo en el equipo "santo", llegando a disputar 18 partidos ese año y convirtiendo su primer gol como profesional, el 22 de julio en la victoria 2 a 0 frente a San Martín de San Juan, por la jornada 26 del campeonato de ascenso.
El 2023 significó la consolidación de Abregú con los tucumanos, jugando un total de 28 partidos en el año (26 de esos como titular), y siendo uno de los mejores mediocampistas defensivos de la categoría.
El 29 de septiembre de 2024 jugó su partido número 100 con la camiseta de San Martín, en la victoria 1 a 0 frente a Tristán Suárez, por la jornada 34 del Campeonato de Primera Nacional 2024.

## Estadísticas

### Clubes
Actualizado de acuerdo al último partido jugado el 31 de mayo de 2025.
| Club                     | Div.          | Temporada     | Liga  | Liga  | Liga   | Copas nacionales | Copas nacionales | Copas nacionales | Torneos internacionales | Torneos internacionales | Torneos internacionales | Total | Total | Total  |
| Club                     | Div.          | Temporada     | Part. | Goles | Asist. | Part.            | Goles            | Asist.           | Part.                   | Goles                   | Asist.                  | Part. | Goles | Asist. |
| ------------------------ | ------------- | ------------- | ----- | ----- | ------ | ---------------- | ---------------- | ---------------- | ----------------------- | ----------------------- | ----------------------- | ----- | ----- | ------ |
| San Martín (T) Argentina | 3.ª           | 2016          | 3     | 0     | 0      | —                | —                | —                | —                       | —                       | —                       | 3     | 0     | 0      |
| San Martín (T) Argentina | 2.ª           | 2016-17       | 2     | 0     | 0      | —                | —                | —                | —                       | —                       | —                       | 2     | 0     | 0      |
| San Martín (T) Argentina | 2.ª           | 2017-18       | —     | —     | —      | —                | —                | —                | —                       | —                       | —                       | 0     | 0     | 0      |
| San Martín (T) Argentina | 1.ª           | 2018-19       | 5     | 0     | 0      | 1                | 0                | 0                | —                       | —                       | —                       | 6     | 0     | 0      |
| San Martín (T) Argentina | 2.ª           | 2019-20       | —     | —     | —      | —                | —                | —                | —                       | —                       | —                       | 0     | 0     | 0      |
| San Martín (T) Argentina | 2.ª           | 2020          | 1     | 0     | 0      | —                | —                | —                | —                       | —                       | —                       | 1     | 0     | 0      |
| San Martín (T) Argentina | 2.ª           | 2021          | 7     | 0     | 0      | —                | —                | —                | —                       | —                       | —                       | 7     | 0     | 0      |
| San Martín (T) Argentina | 2.ª           | 2022          | 18    | 1     | 0      | —                | —                | —                | —                       | —                       | —                       | 18    | 1     | 0      |
| San Martín (T) Argentina | 2.ª           | 2023          | 27    | 0     | 0      | 1                | 0                | 0                | —                       | —                       | —                       | 28    | 0     | 0      |
| San Martín (T) Argentina | 2.ª           | 2024          | 40    | 1     | 1      | 1                | 0                | 0                | —                       | —                       | —                       | 41    | 1     | 1      |
| San Martín (T) Argentina | 2.ª           | 2025          | 17    | 0     | 0      | 1                | 0                | 0                | —                       | —                       | —                       | 18    | 0     | 0      |
| San Martín (T) Argentina | Total club    | Total club    | 120   | 2     | 1      | 4                | 0                | 0                | 0                       | 0                       | 0                       | 124   | 2     | 1      |
| Total carrera            | Total carrera | Total carrera | 120   | 2     | 1      | 4                | 0                | 0                | 0                       | 0                       | 0                       | 124   | 2     | 1      |
| 1. 2.                    |               |               |       |       |        |                  |                  |                  |                         |                         |                         |       |       |        |

## Palmarés

### Torneos nacionales
| Título           | Club                  | País      | Año  |
| ---------------- | --------------------- | --------- | ---- |
| Torneo Federal A | San Martín de Tucumán | Argentina | 2016 |

### Otros logros
- Ascenso a la Primera División de Argentina con San Martín de Tucumán en 2018.

## Vida personal
Es hermano del también futbolista César Abregú, con el cual llegó a compartir plantel en San Martín de Tucumán, y sobrino de Gustavo Ibáñez, jugador histórico de la institución tucumana.